# Blas Cantó
Blas Cantó Moreno (Ricote, 26 ottobre 1991) è un cantante spagnolo, salito alla ribalta come componente della boy band iberica Auryn.
Avrebbe dovuto rappresentare la Spagna all'Eurovision Song Contest 2020 con il brano Universo, ma in seguito all'annullamento dell'evento a causa della pandemia di COVID-19, è stato confermato come rappresentante nazionale per l'edizione del 2021, dove ha cantato Voy a quedarme.

## Biografia
È nato nella comunità autonoma della Murcia ed è apertamente bisessuale.
Ha esordito nella musica a otto anni, quando ha vinto il suo primo concorso musicale organizzato da Teresa Rabal, i Premi Veo Veo della regione murciana. Nel 2004 ha partecipato ad Eurojunior, il processo di selezione spagnolo per il rappresentante nazionale al Junior Eurovision Song Contest 2004, con il brano Sentir, classificandosi secondo dietro a María Isabel.
Nel 2009 è entrato a far parte della boy band Auryn insieme ad Álvaro Gango, Carlos Marco, David Lafuente e Dani Fernández. Nel 2011 il gruppo ha preso parte a Destino Eurovisión, il processo di selezione nazionale per l'Eurovision Song Contest 2011. Dopo aver superato le semifinali, si sono presentati alla serata finale con tre brani: El sol brillará, Evangeline e Volver. Con quest'ultimo il gruppo si è classificato secondo dietro a Lucía Pérez. Dopo l'esperienza della selezione nazionale, il gruppo ha pubblicato il singolo di debutto Breathe in the Light seguito dal primo album Endless Road, 7058, scalando le classifiche spagnole. Il successo del gruppo è continuato anche con la pubblicazione degli album successivi: Anti-Heroes (2013), Circus Avenue (2014) e Ghost Town (2015).
Dopo lo scioglimento del gruppo avvenuto nel 2016, Blas Cantó ha avviato la sua carriera da solista. Nel luglio dello stesso anno il cantante è stato confermato come concorrente alla quinta edizione di Tu cara me suena, vincendo l'edizione con il 55% dei voti da parte del televoto nella finale.
Il 3 marzo 2017 ha pubblicato il suo primo singolo da solista In Your Bed, seguito poi nel 2018 dai singoli Drunk and Irresponsible ed Él no soy yo, quest'ultimo certificato disco di platino dalla PROMUSICAE con oltre 40 000 unità vendute a livello nazionale. Il 14 settembre 2018 ha pubblicato il suo album di debutto Complicado, che ha raggiunto la vetta della classifica spagnola.
Il 5 ottobre 2019 l'emittente radiotelevisiva spagnola RTVE ha confermato di aver selezionato internamente l'artista come rappresentante nazionale all'Eurovision Song Contest 2020. Il suo brano, intitolato Universo, è stato pubblicato il 30 gennaio 2020. Nonostante l'annullamento dell'evento due mesi prima a causa della pandemia di COVID-19, Blas Cantó è stato riconfermato come rappresentante nazionale per l'edizione del 2021. Il suo brano, Voy a quedarme, è stato selezionato dal pubblico attraverso un programma in prima serata a lui dedicato, Destino Eurovisión. Nel maggio successivo, Blas Cantó si è esibito nella finale eurovisiva a Rotterdam, dove si è piazzato al 24º posto su 26 partecipanti con 6 punti totalizzati.

## Discografia

### Album in studio
- 2018 – Complicado
- 2023 – El princípe

### Singoli
- 2017 – In Your Bed
- 2017 – Drunk and Irrensponsible
- 2018 – Él no soy yo
- 2018 – Complicado
- 2018 – No volveré (a seguir tus pasos)
- 2019 – Dejarte ir (feat. Leire Martínez)
- 2019 – Si te vas
- 2020 – Universo
- 2021 – Voy a quedarme
- 2021 – Memoria
- 2021 – Americana (feat. Echosmith)
- 2022 – El bueno acaba mal
- 2022 – La stessa lingua (feat. Emma Muscat)
- 2022 – Marte
- 2023 – A fuego
- 2023 – Las cosas claras (con Carmen DeLeon)

#### Come artista ospite
- 2019 – Tantos bailes (Marta Soto feat. Blas Cantó)
- 2019 – Hang Ups (Scott Helman feat. Blas Cantó)
- 2019 – Haz de luz  (Rayden feat. Blas Cantó)
- 2019 – Humanidad en paro (Sofia Ellar feat. Blas Cantó)
- 2020 – Mi luz (Pastora Soler feat. Blas Cantó)
- 2020 – I Dare You (Te reto a amar) (Kelly Clarkson feat. Blas Cantó)

### Con gli Auryn
- 2011 – Endless Road, 7058
- 2013 – Anti-Heroes
- 2014 – Circus Avenue
- 2015 – Ghost Town